# Ponyweihnacht
Ponyweihnacht ist der Titel eines Kinderbuches von Erwin Strittmatter.
Strittmatter schrieb Ponyweihnacht bereits um die Weihnachtszeit des Jahres 1966, als er mit einem Knöchelbruch bettlägerig war, und las den Text auch für den Rundfunk. Die Erzählung erschien erstmals 1974 mit weiteren Geschichten Strittmatters im Band Damals auf der Farm: und andere Geschichten in der Reclams Universal-Bibliothek. Als eigenständiges Buch wurde Ponyweihnacht mit Illustrationen von Gerhard Lahr 1984 im Kinderbuchverlag Berlin verlegt.
Ab 2005 erschien es im Aufbau-Verlag, bebildert von Klaus Ensikat. Die 2005 erschienene Ausgabe besteht gleichwertig aus Text und seitenfüllenden Illustrationen. Der Buchrand ist mit dunkelrotem Stoff gefasst, Titel und Verfasser sind mit Goldschrift eingeprägt.
Das Buch ist bei Antolin als Leseempfehlung für Kinder ab der 3. Klasse gelistet.

## Handlung
Die Geschichte handelt vom Verschwinden von sechs Shetlandponys zur Weihnachtszeit von einem ländlich gelegenen kleinen Hof. Die Erzählung ist in der Vergangenheit in der DDR angesiedelt. Der Ich-Erzähler befreit die Tiere gleich im ersten Satz von jedem Niedlichkeitsverdacht: „Kai, der Shetland-Fuchshengst mit der hellen Mähne, und die Fuchsschecke Silva sind unser Arbeitsgespann.“ Zu ihren Aufgaben gehören der Transport von Brennholz, Kohle und das Ziehen des Pflugs. Manchmal spannt Meister Emil die Ponys vor die Kutsche und fährt „in die kleine Nachbarstadt“. „Nirgendwohin laufen die Shetländer so schnell wie in die kleine Stadt. Die Leckerbissen locken“. Dann „stockt der Verkehr“, die Ponys werden jedes Mal freundlich vom Volkspolizisten, den Verkäuferinnen und den Kurgästen mit Leckereien und aufgespartem Kaffeezucker begrüßt, die Bauern necken Meister Emil wegen der Winzigkeit der Ponys, und die Kinder, die auf der Kutsche aufsteigen dürfen, füttern die Tiere mit ihren Frühstücksbroten.

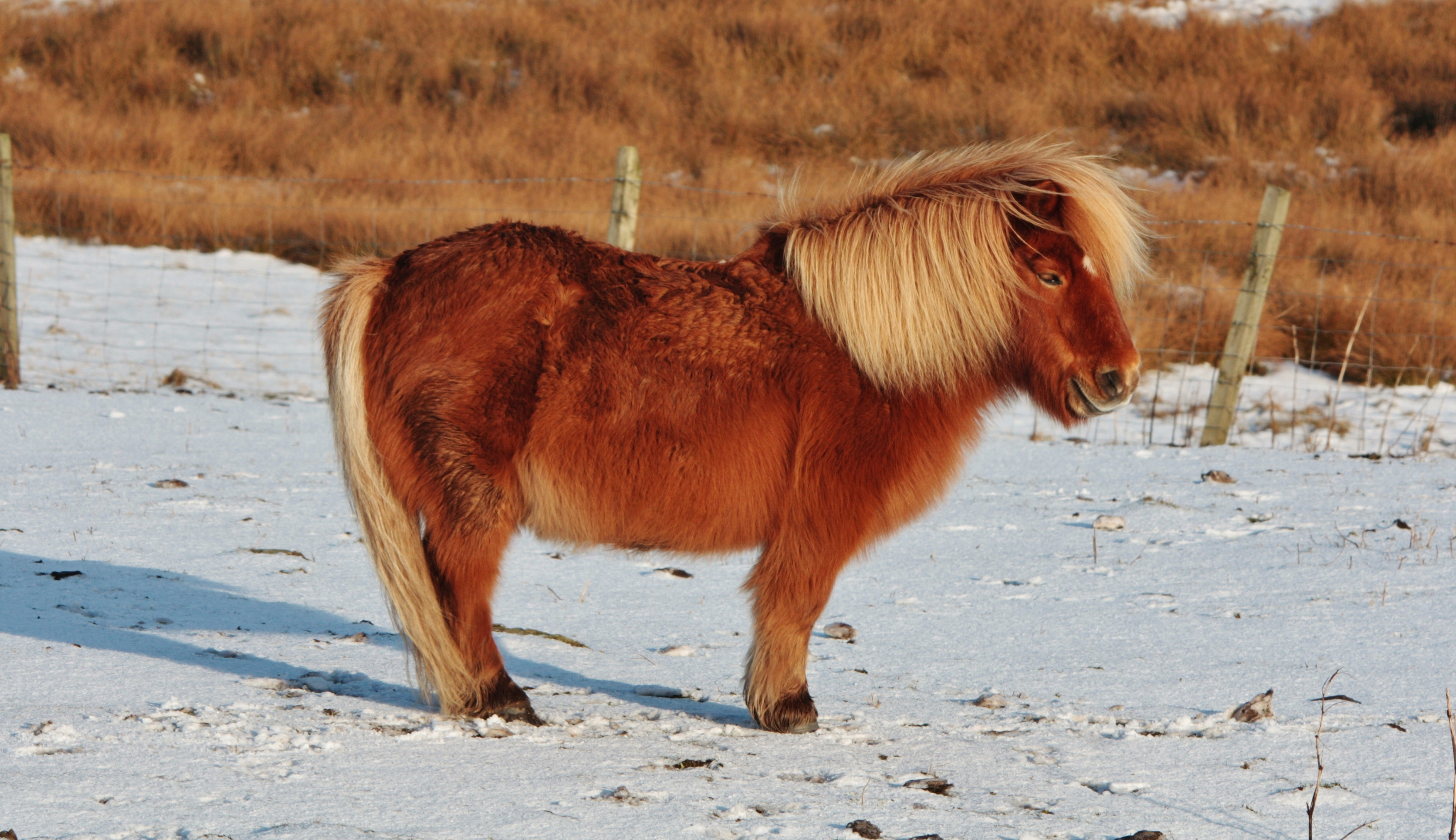
Shetlandpony

Auf dem „ländlichen Resthof“ stehen die Ponys auch im Winter tagsüber auf der Weide, fressen die abgeweideten Grasreste, Disteln und Brennnesseln. Erst abends im Stall bekommen sie „Heu zum Nachtisch“. Im Dezember wird die Nahrung immer knapper, „es waren schon drei Fröste übers Land gegangen, das Gras schmeckte bitter, und die Ponys zogen suchend auf den Wiesen umher.“ An Heiligabend sind die Ponys plötzlich verschwunden, die Kinder warten auf die Bescherung, während ihr Vater auf der Suche nach den Ponys stundenlang vergeblich über Land reitet. Auch nach der Bescherung sucht er besorgt Hof, Garten und Waldrand ab. Am nächsten Mittag kommt ein Motorradfahrer durch den Schnee zum Hof, der gegen einen Finderlohn für die Arbeit, die er mit den Ponys gehabt habe, berichtet, wo sie sich befinden.
Aus der Erzählperspektive eines auktorialen Erzählers wird das Verschwinden der Ponys beschrieben. Auf der Suche nach frostfreiem Gras wanderten sie umher, „bis sich bei Kai und Silva, den Wagenpferden, das Fressgedächtnis einschaltete“ und sie in der vergeblichen Hoffnung auf Leckereien in die kleine Stadt trotteten, da alle Bewohner drinnen feierten. Auf dem Rückweg nahmen sie den ihnen ebenfalls bekannten Weg über die Landstraße, bis sie zur Bauarbeiterkantine des VEB Straßen- und Tiefbau Neubrandenburg gelangten, wo der Nachtwächter auf das Hufe-Getrappel aufmerksam wurde. Nach anfänglichem Schreck lockte er den „Spielzeughengst“ mit Christstollen in die Kantine, im Laufe der Nacht auch die restlichen Ponys. Die hungrigen Tiere fraßen die „Reste der sozialistischen Betriebsweihnachtsfeier“, einschließlich der Tannenzweigdekoration und des Weihnachtsbaumes mit den Stearinkerzen. Den Rest der Nacht wischte und kehrte der Wächter die Hinterlassenschaften der Ponys auf, denn „immerhin konnte der Aufseher plötzlich erscheinen, wer kennt die Launen von Vorgesetzten?“ Die morgendliche Wachablösung wusste, wo die Ponys hingehörten, und der Nachtwächter machte sich mit seinem Motorrad dorthin auf den Weg.
Wie am Anfang der Geschichte berichtet jetzt wieder der Ich-Erzähler, wie er sich mit zwei seiner Söhne auf den sieben Kilometer langen Weg macht, von den Ponys in der Kantine mit „einem jubelartigen Wiedersehnsgewieher“ begrüßt wird und den Finderlohn des Nachtwächters wegen der neuen Hinterlassenschaften der Tiere erhöht, auch wenn die Ponys nach Hause gefunden hätten, wären sie nicht von ihm gehindert worden. Gemeinsam mit den Ponys ziehen sie heim und feiern jetzt „erst richtig Weihnachten“.

## Rezension
Die Literaturwissenschaftlerin Karin Richter und Christine Jeske von der Main-Post heben die künstlerische Gestaltung der 2005 erschienenen Ausgabe hervor: Ensikat bebilderte die Ponyweihnacht und ein weiteres Weihnachtsmärchen Strittmatters, „die durch Illustration und Ausstattung wie bibliophile Kostbarkeiten wirken.“ „Es sind gezeichnete Geschichten […] und trotz der literarischen Vorlage völlig eigenständige bildkünstlerische Werke.“ So „hat Klaus Ensikat mit seinen Illustrationen Erzähltexte, die von bekannten Autoren in der Kinderliteratur-Szene der DDR wie […] Erwin Strittmatter geschrieben wurden, mit neuem Leben erfüllt und zum reizvollen Wiederlesen angeregt“.
Die Rezensionen in der Zeit und Frankfurter Allgemeinen Zeitung von Felicitas von Lovenberg verweisen auf die detailreichen, historisch stimmigen und teils ironischen Elemente der Zeichnungen. Ensikat, „der trotz Storchennest, alter Küchenwanduhr und Weihnachtsbaum keine Idylle darstellt, sondern die Geschichte mit der feinen Ironie des Karikaturisten unterlegt“, bebilderte Ponyweihnacht „mit liebevoller Akribie in winterlich matten Farben“, und „führt uns durch die zeichnerische Akribie seiner Bilder eine farbig trübe, aber von ebensolcher Komik durchzogene Welt vor Augen. […] Manche Bilder ähnelen fein ziselierten Anschauungstafeln, auf denen wir eine vergangene Kultur studieren können.“ „Vor allem die vorwitzigen Vierbeiner sind ihm glänzend gelungen, ihre Bewegungen, das struppig-dichte Winterfell, die Art, wie sie die Plätzchenwitterung mit gebleckten Zähnen aufnehmen.“
Von Lovenberg und Siggi Seuß von der Süddeutschen Zeitung sehen in Text und Zeichnungen eine lebensnahe, unverklärte Darstellung gegeben. „In dieser Weihnachtsgeschichte wider Willen von Erwin Strittmatter aus den allerfrühsten siebziger Jahren“ wird in detailreichen Bildern „aus dieser vergessenen Zeit in diesem vergessenen Land der bröckelnden Fassaden und schiefen Holzzäune“ eine vergangene Zeit dargestellt: „als noch mit Holzkohle gefeuert wurde, Würfelzucker eine kleine Kostbarkeit darstellte und der Anblick von Schornsteinfeger und Volkspolizist im Straßenbild so beruhigend wie selbstverständlich war. Ein Ladenschild mit ‚Berliner Chic‘ verrät, daß die Sehnsüchte Neubrandenburgs zu DDR-Zeiten nicht weiter reichen durften.“ „Strittmatter und Ensikat erzählen lebensnah.“ „Es sind keine verklärten Bilder, genauso wenig wie Strittmatters Erzählung nostalgisch ist“, da das „von Strittmatter behutsam, ohne Umschweife erzählte Abenteuer“, „eine kleine, wundersam wirkliche Weihnachtsgeschichte im banalen Alltag ansiedelt.“ „So unspektakulär mag auch das Leben damals auf dem märkischen Land gewesen sein, in den mittleren Jahren der DDR.“

## Ausgaben
- Erwin Strittmatter: Ponyweihnacht. In: Damals auf der Farm: und andere Geschichten. Reclams Universal-Bibliothek Band 583, Verlag Philipp Reclam jun. Leipzig, S. 82 ff, 1. Auflage 1974, 2. Auflage 1977, 3. Auflage 1980, 4. Auflage 1984
- Erwin Strittmatter: Ponyweihnacht. Kinderbuchverlag Berlin, Illustrationen von Gerhard Lahr, ISBN 978-3-358-00515-6, 1. Auflage 1984, 2. Auflage 1986, 3. Auflage 1987, 4. Auflage 1990
- Erwin Strittmatter: Ponyweihnacht. Kinderbuchverlag Berlin, Illustrationen von Gerhard Lahr, ISBN 978-3-358-00515-6, 1996 Nachdruck von 1984
- Erwin Strittmatter: Ponyweihnacht. Aufbau-Verlag Berlin, Illustrationen von Klaus Ensikat, ISBN 978-3-351-04055-0, 1. Auflage 2004, 2. Auflage 2005